# 中央 (大田區)
中央（日语：／ Chūō */?）是東京都大田區的地名。現行行政地名為中央一丁目至中央八丁目。2013年8月1日為止的人口有26,508人。郵遞區號為143-0024。

## 地理
位於東京都大田區中央偏北的位置。東與大田區大森西之間以JR東海道本線為界。西部、北部為台地（武藏野台地），西鄰池上本門寺（池上），西北接南馬込。南與西蒲田之間以呑川為界。東北與山王之間以環七通（東京都道318號環狀七號線）為界。東北－西南走向的東京都道421號東品川下丸子線（池上通）穿越町內。町內主要為住宅地。五丁目、六丁目的台地在明治、大正時代是著名文豪、演員的別墅地（馬込文士村）。
本地大約在大森站、平和島站、大森町站、蒲田站、池上站、西馬込站的中間位置，沒有鐵路車站。町內的坂有臼田坂、蓬萊坂、貴船坂、汐見坂等。

## 歷史
過去大田區役所設於此地，曾以改善交通為由提出在JR京濱東北線大森站－蒲田站之間（春日橋附近）建設新站。但未實現。

### 地名由來
實施住居表示時所訂定的新町名，因大約在大田區的中央位置而命名。

## 設施
- 大田文化之森（舊大森區役所→舊大田區役所原址）
- 紅髮安妮紀念館
- 大田區立龍子紀念館、龍子公園
- 大森紅十字醫院

### 教育機關
- 昭和醫療技術專門學校
- 佐伯榮養專門學校
- 大田區立大森第三中學校
- 大田區立入新井第二小學校
- 大田區立入新井第四小學校
- 大田區立池上第二小學校
- 大森双葉幼稚園
- 大森豐收幼稚園
- 藤美幼稚園

## 史蹟
- 春日神社
- 太田神社
- 長勝寺
- 光教寺

## 備註
1. ↑  .   [2013-08-19]. （原始内容存档于2014-02-18）.

## 外部連結
- 大田區官方網站（页面存档备份，存于）